# Листова черепаха зубчата
Листова черепаха зубчата (Cyclemys dentata) — вид черепах з роду Листова черепаха родини Азійські прісноводні черепахи. Інша назва «малайська зубчата черепаха».

## Опис
Загальна довжина досягає 24 см. Голова вкрита великими щитками. Форма карапаксу овальна, пласка з добре вираженим кілем. Його краї зубчасті та вкриті шипиками. Кінцівки повністю ребристі з вираженою низкою поперечних лусок. У самців більш довгі і товсті хвости, ніж у самиць. У молодих особин карапакс сплощений із зазубленим заднім краєм.
Голова коричнева з чорними плямами. Шия жовтувато-коричнева з темними поздовжніми смугами. Забарвлення карапаксу коливається від світло- до темно-коричневого кольору з лініями оливкового або чорного забарвлення, що переходять на пластрон. Пластрон може бути жовтим, коричневим або чорним.

## Спосіб життя
Полюбляє дрібні струмки у горах і на рівнинах. Харчується овочами, фруктами, рисовим листям, плодами, листям салату, капусти, рибою, креветками, хробаками, дрібними равликами. Полює у воді та на суші.
Самиця відкладає до 5 кладок по 2—4 яйця щорічно. Яйця мають тверду оболонку, розміром 55×32 мм. Інкубація при температурі 30 °C триває 75—90 днів. Новонароджені черепашенята 56 мм завдовжки.

## Розповсюдження
Мешкає від північного сходу Індії, Бангладеш через М'янму, Таїланд, Камбоджу, південь Китаю, В'єтнам і весь півострів Малакка до Яви, Суматри й Калімантан в Індонезії, і на сході Філіппін.